# Ilex diuretica
Ilex diuretica är en järneksväxtart som beskrevs av Carl Friedrich Philipp von Martius och Reiss. Ilex diuretica ingår i släktet järnekar, och familjen järneksväxter. Inga underarter finns listade i Catalogue of Life.